# Ferguson-Reflex
Als Ferguson-Reflex bezeichnet man in der Medizin einen Reflex, der während der Geburt dazu dient, die Wehen zu unterstützen.
Der mechanische Dehnungs-Reiz, den der Fötus auf Gebärmutterhals und Scheide ausübt, wird über das Rückenmark ins Zwischenhirn geleitet und löst dort die Freisetzung von Oxytocin aus. Ob eine Periduralanästhesie möglicherweise zu einer verminderten Oxytocin-Ausschüttung führt, wird kontrovers diskutiert.
Der Ferguson-Reflex ist zu unterscheiden vom Entleerungsreflex, einem spinalen Reflex der über den Nervus pudendus geleitet wird und die Bauchpresse auslöst.
Der Ferguson-Reflex wurde erstmals 1941 vom kanadischen Mediziner James Kenneth Wallace Ferguson (1907–1999) beschrieben.